# Trópico de Capricornio

Trópico de Capricornio, marcado en rojo.

El trópico de Capricornio es un paralelo del hemisferio sur. Está situado a una latitud de 23°26′17″, al sur del ecuador. Esta línea imaginaria delimita los puntos más meridionales en los que el sol puede ocupar el cenit al mediodía. En el trópico de Capricornio, por lo tanto, los rayos solares caen verticalmente sobre el suelo en el instante en que ocurre el solsticio de diciembre, lo que acontece entre el 21 y el 22 de diciembre, fecha y hora dadas en tablas astronómicas en horario de tiempo universal coordinado (UTC). El trópico de Capricornio señala el límite meridional de la llamada zona intertropical, comprendida entre los trópicos de Capricornio y Cáncer. Se le denomina «de Capricornio» porque en la Antigüedad clásica, cuando se producía el solsticio de verano en el hemisferio sur, el Sol estaba en la constelación de Capricornio. En la actualidad, está en la constelación de Sagitario, pero el nombre trópico de Capricornio continúa siendo aceptado por tradición.

## Origen del nombre

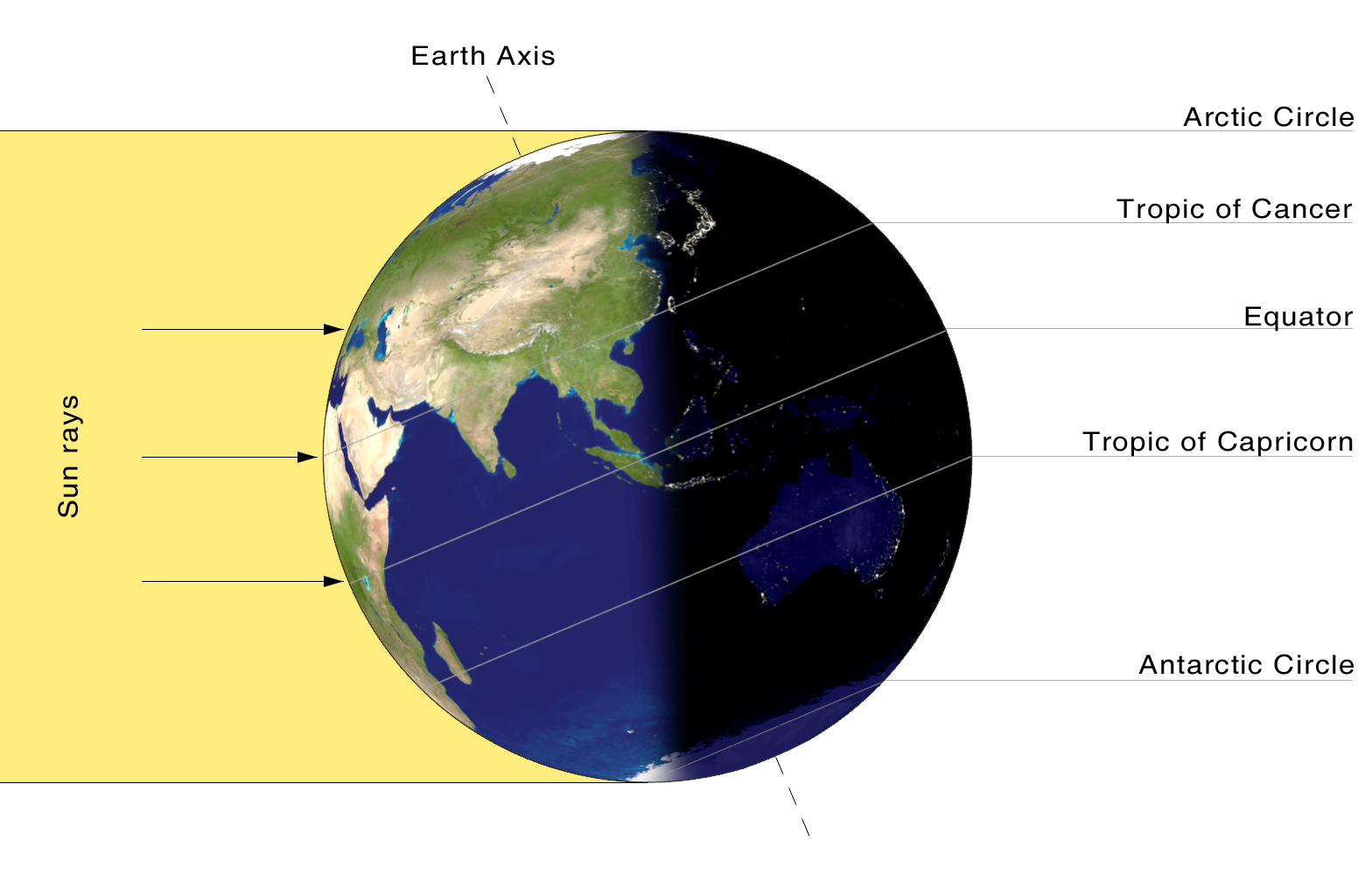
Iluminación de la Tierra por el Sol el día del solsticio de verano en el hemisferio norte. Una vista del hemisferio oriental que muestra el mediodía en la zona horaria de Europa Central (ignorando el horario de verano) en el día del solsticio de verano en el hemisferio norte. Este es el solsticio de invierno en el hemisferio sur.

El nombre trópico de Capricornio es astrológico porque la fecha del mes/signo astrológico del año astrológico que coincide con el solsticio de verano en el hemisferio sur es el primero del mes/signo de Capricornio (décimo mes del año astrológico), y en el calendario gregoriano el día correspondiente es el 22 de diciembre. Los astrólogos datan los días del calendario astrológico en formato gregoriano; de ahí que el inicio del signo/mes de Capricornio se date como 22 de diciembre, y al trópico se le llame «de Capricornio». Sin embargo, el solsticio es un fenómeno astronómico y tiene su nombre astronómico, como así también el trópico. De hecho, en ese mismo solsticio el Sol aparece visualmente al comienzo de la constelación de Sagitario en sentido anual y al final en el sentido de la precesión (1 grado cada 71 años = 1 día precesional), y así podemos identificarlo con un nombre astronómico: «solsticio de Sagitario», e igualmente al trópico como «trópico de Sagitario». También, al estar el solsticio íntimamente ligado a la precesión, faltan algunos cientos de años para que el día del solsticio de diciembre el Sol aparezca ya en la constelación zodiacal, anterior a Sagitario, que es Ofiuco, y sea el solsticio y trópico «de Ofiuco». E igualmente con el otro solsticio y el trópico de Cáncer.[cita requerida]

## Geografía y medio ambiente
El trópico de Capricornio es la línea divisoria entre la zona templada al sur y los trópicos al norte. El equivalente del hemisferio norte al trópico de Capricornio es el trópico de Cáncer.
La posición del trópico de Capricornio no es fija, sino que cambia constantemente debido a un ligero bamboleo en la alineación longitudinal de la Tierra en relación con su órbita alrededor del Sol. La inclinación axial de la Tierra varía a lo largo de un período de 41.000 años de 22,1 a 24,5 grados y actualmente se sitúa en unos 23,4 grados. Este bamboleo significa que el trópico de Capricornio se desplaza actualmente hacia el norte a un ritmo de casi medio segundo de arco (0,468″) de latitud, o 15 metros, por año (estaba exactamente a 23° 27′S en 1917 y estará a 23°26′ S en 2045).  Por lo tanto la distancia entre el círculo polar ártico y el trópico de Capricornio es esencialmente constante moviéndose en paralelo. Ver en círculos de latitud para información.
Durante el solsticio de junio (invierno del hemisferio sur) hay aproximadamente 10 horas y 41 minutos de luz. Durante el solsticio de diciembre (verano del hemisferio sur), hay 13 horas, 35 minutos de luz diurna. La longitud del trópico de Capricornio a 23°26′11.7″S es de 36.788 km (22.859 mi).

### África
En la mayor parte de este cinturón de África meridional, un mínimo de precipitaciones estacionales es fiable y por tanto la agricultura es posible, aunque los rendimientos luchan por competir con, por ejemplo, los de la cuenca del Misisipi, incluso con fertilizantes de suelo similares. Se han embalsado los ríos  con éxito, sobre todo los que fluyen desde las zonas de precipitaciones en los relieves y los que provienen del borde del Gran Valle del Rift, como el Zambeze, muy dentro de los Trópicos.  Esto, con suelos aluviales o enriquecidos, permite un cultivo de cereales de rendimiento considerable en las zonas con buen suelo.  En toda esta amplia región está muy extendida la cría de ganado a base de pastos, que, cuando es intensiva, breve y rotativa, ayuda a fertilizar y estabilizar el suelo, evitando la escorrentía y la desertificación. Este enfoque es tradicional en muchas tribus y lo promueven asesores gubernamentales como Allan Savory, biólogo, agricultor, ganadero de caza, político y consultor internacional nacido en Zimbabue y cofundador del Instituto Savory. Según la Universidad de las Naciones Unidas Nuestro Mundo, se le atribuye el desarrollo de la "gestión holística" en la década de 1960 y ha dirigido durante décadas los esfuerzos contra la desertificación en África, utilizando un enfoque contraintuitivo contrario a la mayoría de las economías desarrolladas, que consiste en aumentar el número de cabezas de ganado en los pastizales en lugar de cercarlos para su conservación.  Tales prácticas en este ámbito han tenido éxito y han ganado generosos premios; Savory pronunció el discurso principal en el Día de la Tierra de la Convención de las Naciones Unidas de Lucha contra la Desertificación en 2018, y más tarde ese año en un discurso en la conferencia TED, ampliamente retransmitido.

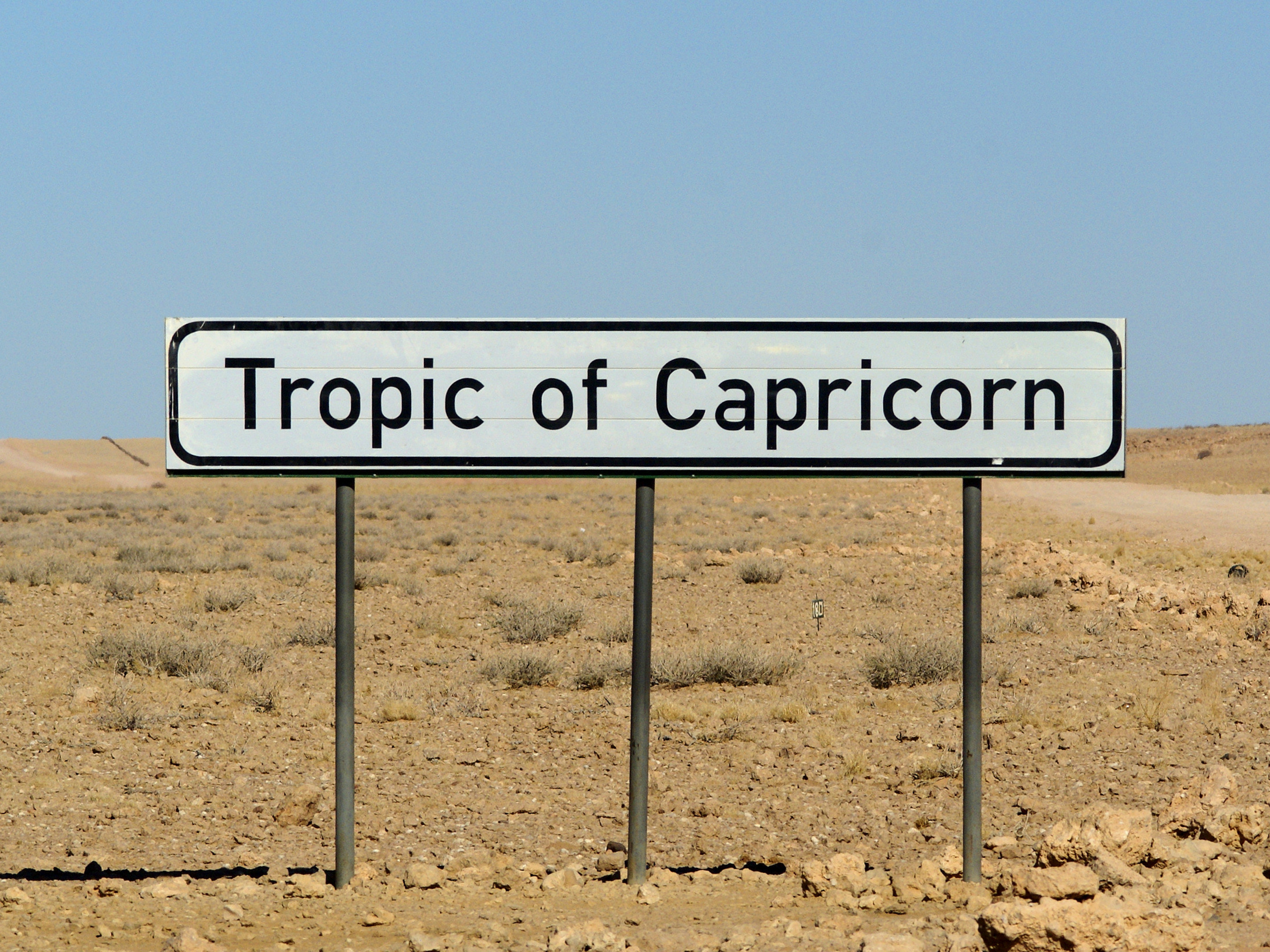
Una señal que marca el Trópico de Capricornio a su paso por Namibia.
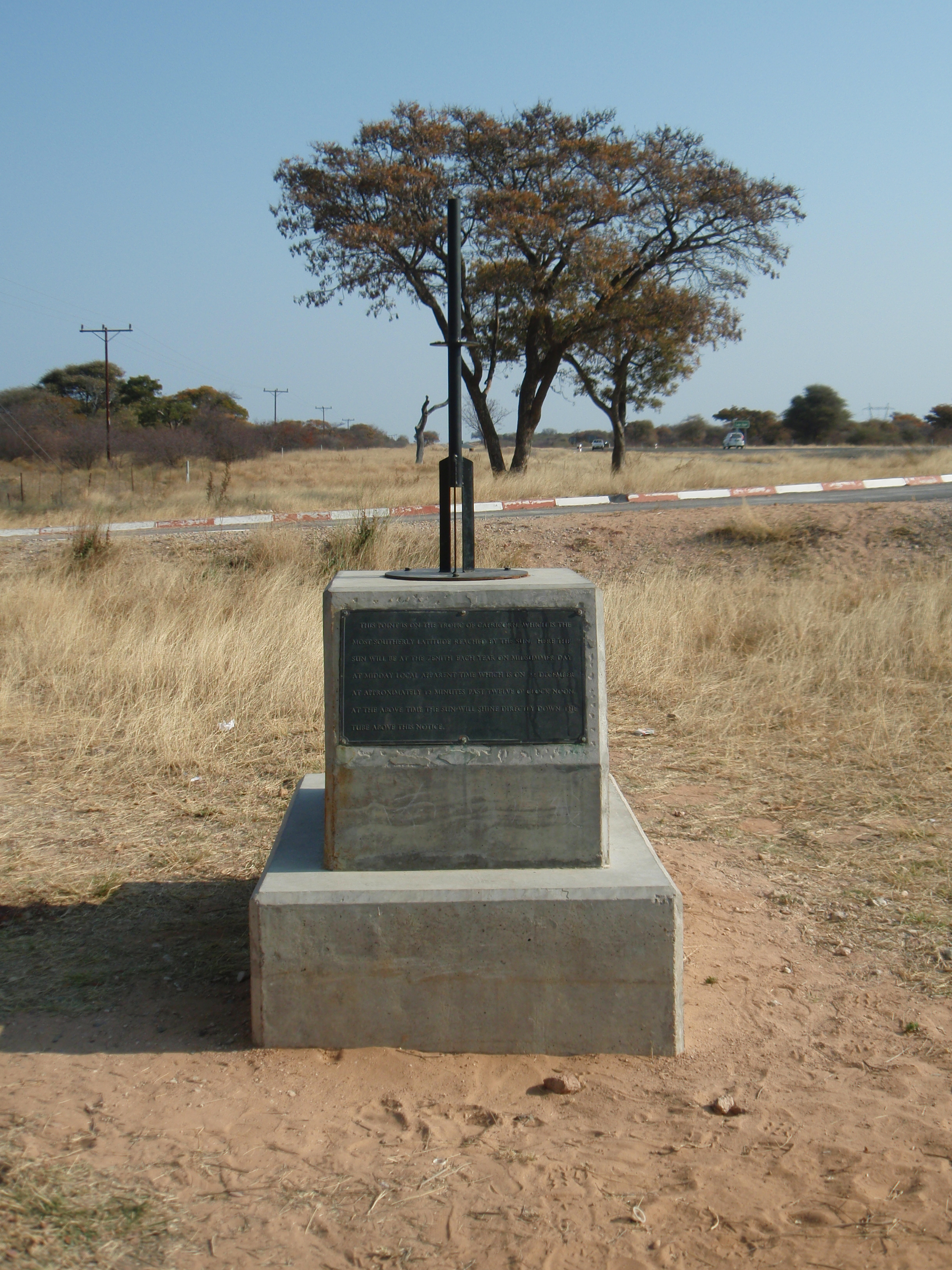
Un monumento que marca el Trópico de Capricornio a su paso por Botsuana.
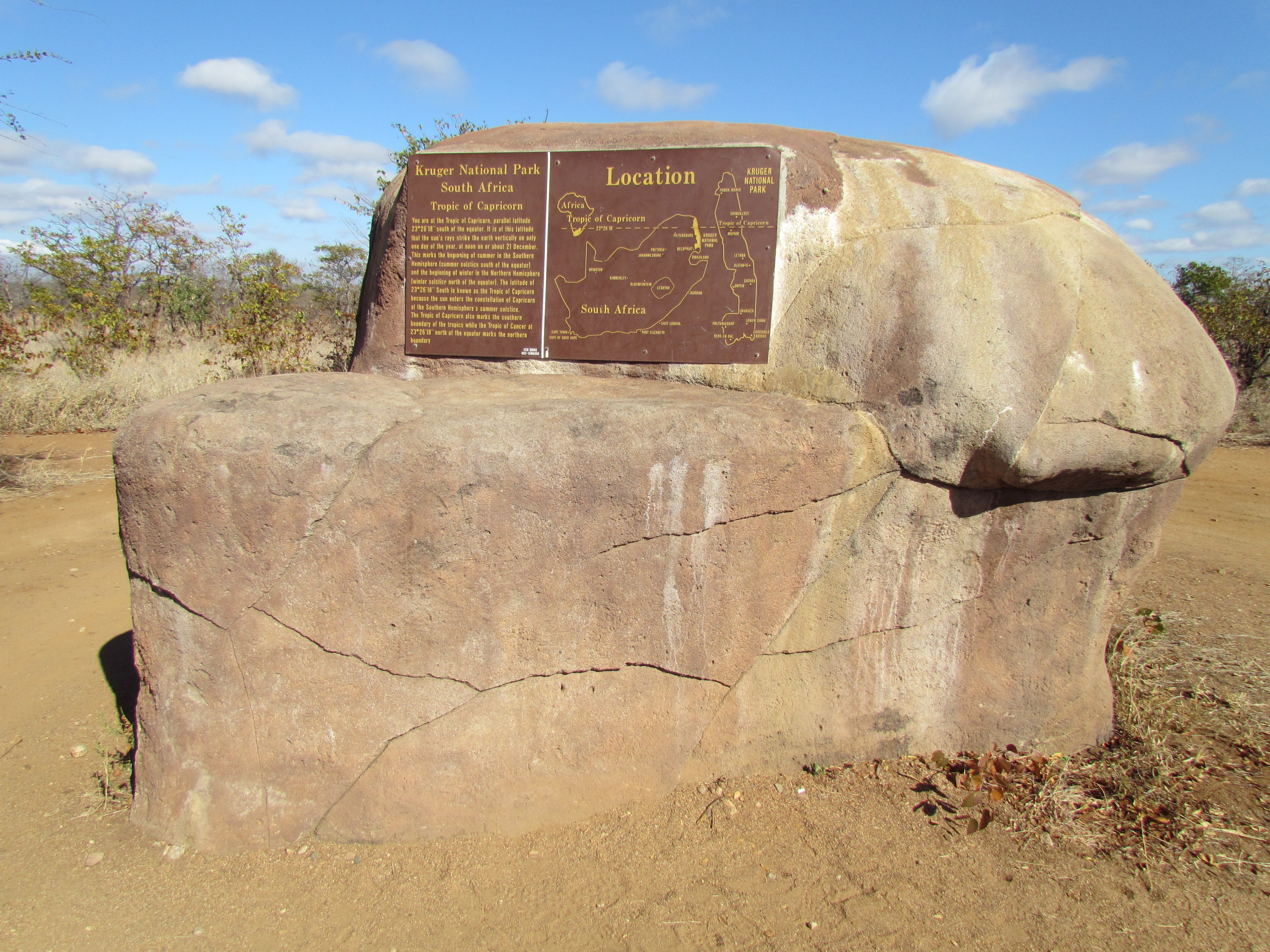
Un monumento en el Parque Nacional Kruger, Sudáfrica.
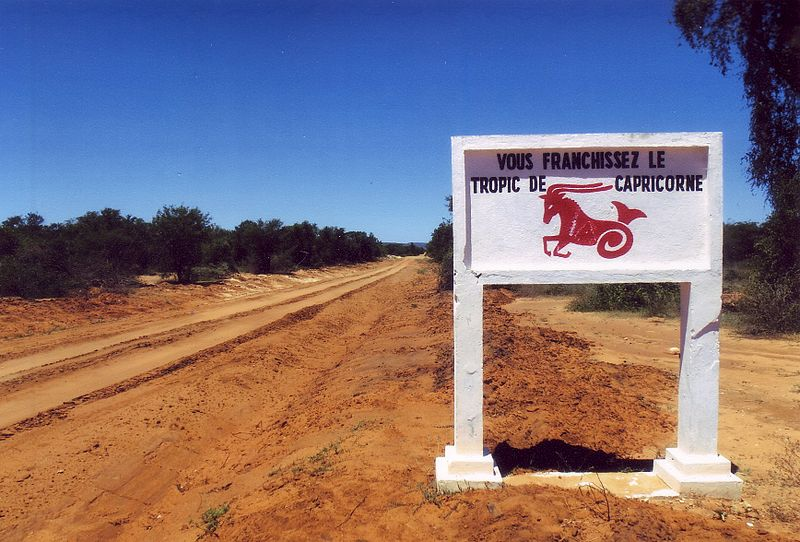
Una señal que marca el Trópico de Capricornio en la Región Atsimo-Andrefana, Madagascar.

### Australia
En Australia, las áreas alrededor del Trópico tienen algunas de las lluvias más variables del mundo. En el este, las plantas avanzadas, como los arbustos con flores y los eucaliptos, y en la mayoría de las biorregiones, las hierbas se han adaptado para hacer frente a esta situación con medios como las raíces profundas y la escasa transpiración. En las zonas más húmedas, regadas estacionalmente, se practica mucho el pastoreo. En cuanto a los animales, las aves y los marsupiales están bien adaptados.  La arable, naturalmente difícil, se especializa en frutos secos, nueces y productos de modesto consumo de agua. Otros tipos son posibles si se dispone de fuentes de riego fiables y, en el mejor de los casos, de suelos enriquecidos o aluvial que retengan el agua, especialmente el trigo; las fuentes de riego poco profundas se secan muy a menudo en y después de los años de sequía.  La Gran Cordillera Divisoria aporta precipitaciones en relieve suficientes para hacer cultivables cientos de kilómetros a ambos lados, y sus ríos están ampliamente represados para almacenar el agua necesaria; esto beneficia a las zonas pobladas de Nueva Gales del Sur y Queensland.
Tras el final de las verdes colinas, lejos del Pacífico, que está sujeto a las fases cálidas y negativas de El Niño-Oscilación del Sur (coloquialmente se trata de un "año/temporada de El Niño"), se encuentra un paisaje blanco, rojo y amarillo de 2 800 a 3 300 kilómetros de sombra de lluvia que se dirigen hacia el oeste y que, a su vez, presentan las tierras ganaderas normalmente áridas del Channel Country, el blanco Kati Thanda-Lake Eyre National Park, el principalmente rojo Mamungari Conservation Park, luego el Gibson Desert, después de otros el asentamiento de paisaje seco de Kalbarri en la costa oeste y su resto, hacia el norte.  El Channel Country presenta un paisaje árido con una serie de antiguas llanuras de inundación de ríos que sólo fluyen intermitentemente. Los principales ríos son el río Georgina, el arroyo Cooper y el río Diamantina.  En la mayoría de los años, sus aguas son absorbidas por la tierra o se evaporan, pero cuando hay suficientes precipitaciones en su zona de captación, estos ríos desembocan en el lago Eyre, en Australia del Sur. Uno de los acontecimientos pluviométricos más importantes se produjo en 2010, cuando una baja monzónica procedente de la exCiclón Olga creó un periodo de lluvias excepcionales.
Las fases adversas de El Niño provocan un cambio en la circulación atmosférica; las precipitaciones se reducen sobre Indonesia y Australia, las lluvias y la formación de ciclones tropicales aumentan sobre el Pacífico tropical. Los vientos alisios de bajo nivel en superficie, que normalmente soplan de este a oeste a lo largo del ecuador, se debilitan o empiezan a soplar desde la otra dirección.

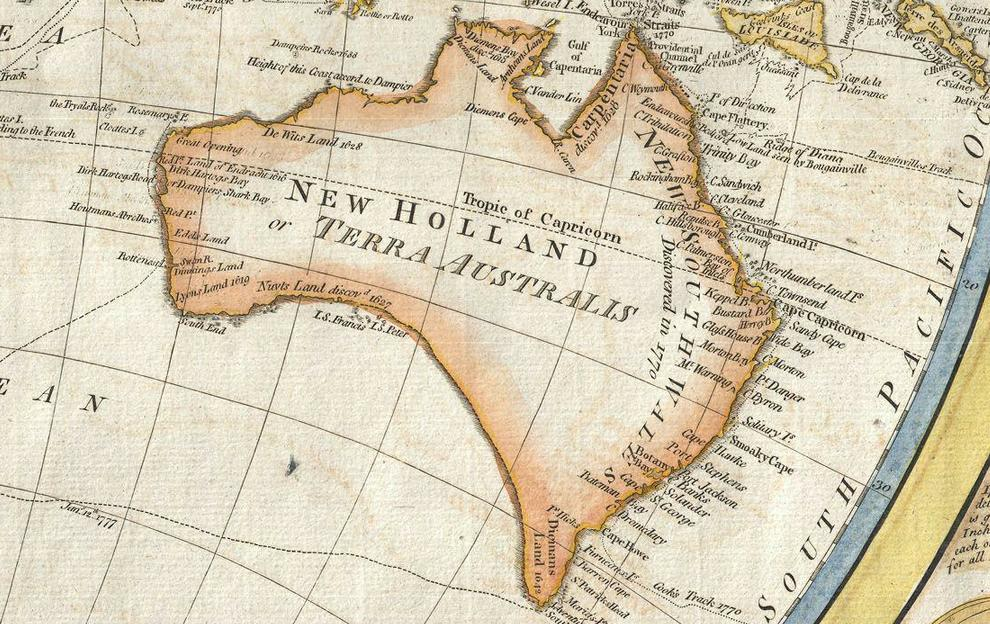
Trópico de Capricornio a su paso por Australia en el Mapa del mundo de Dunn de 1794
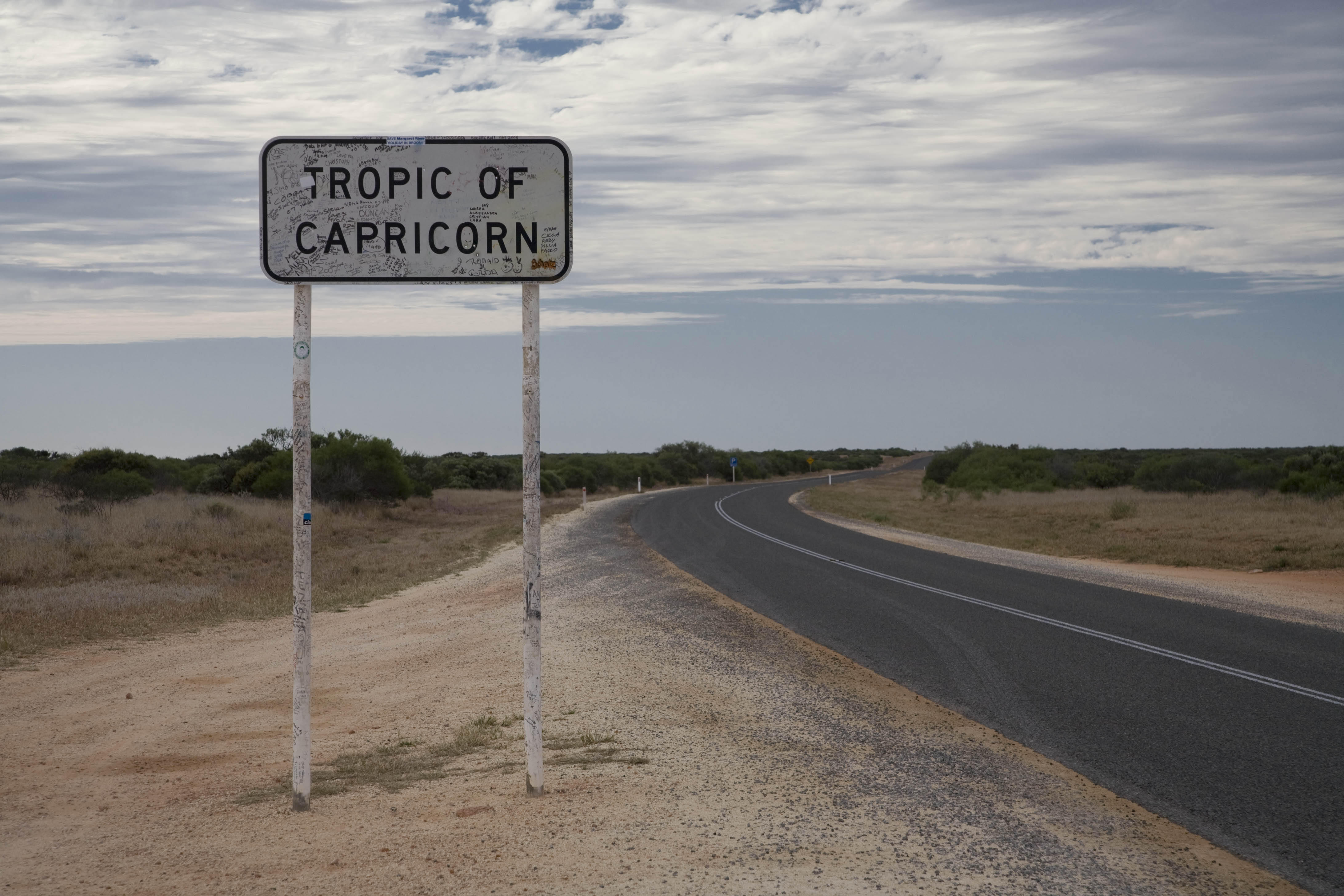
Señal de carretera que marca el Trópico de Capricornio en Australia Occidental
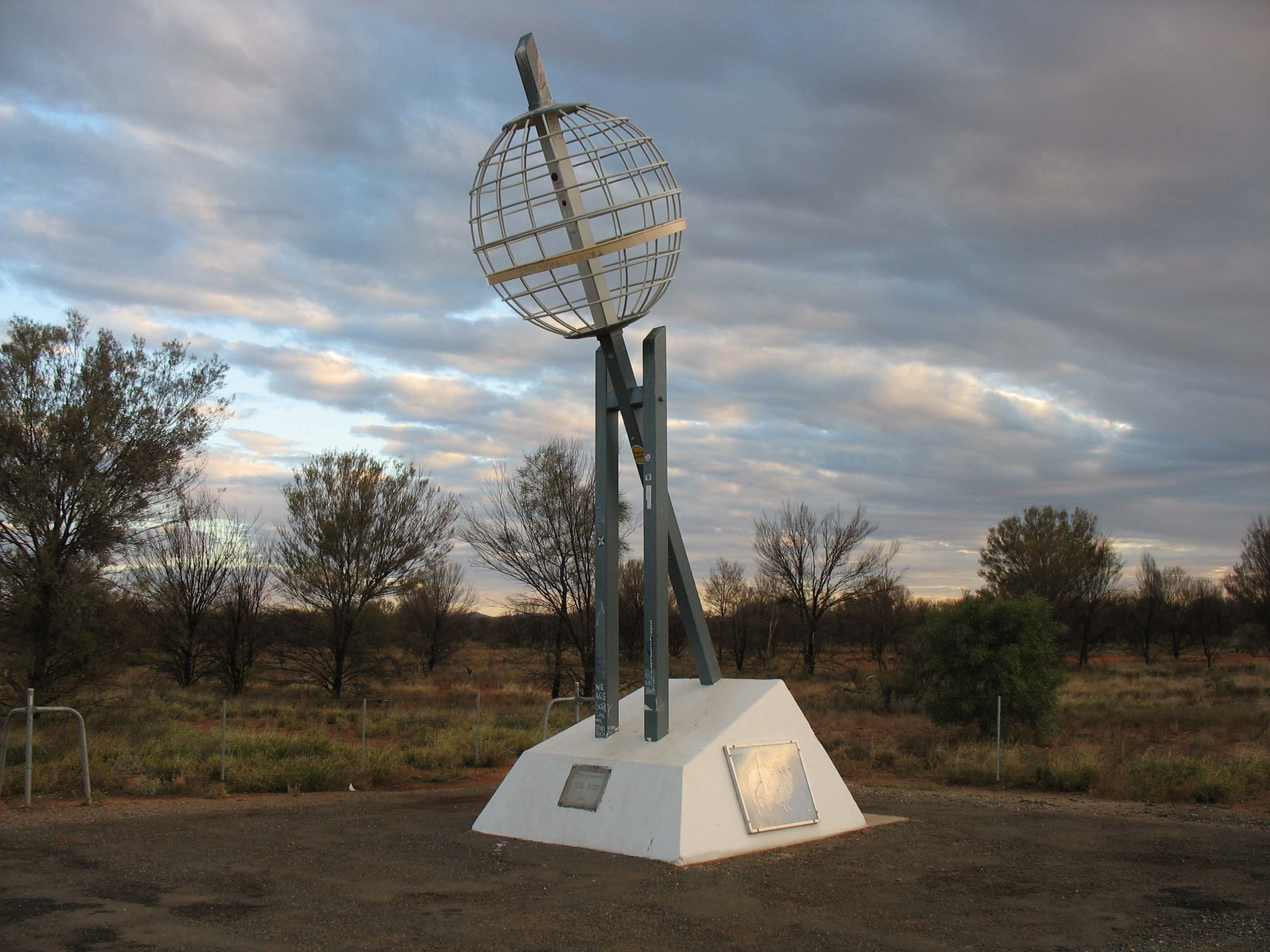
Monumento que marca el Trópico de Capricornio al norte de Alice Springs, Territorio del Norte
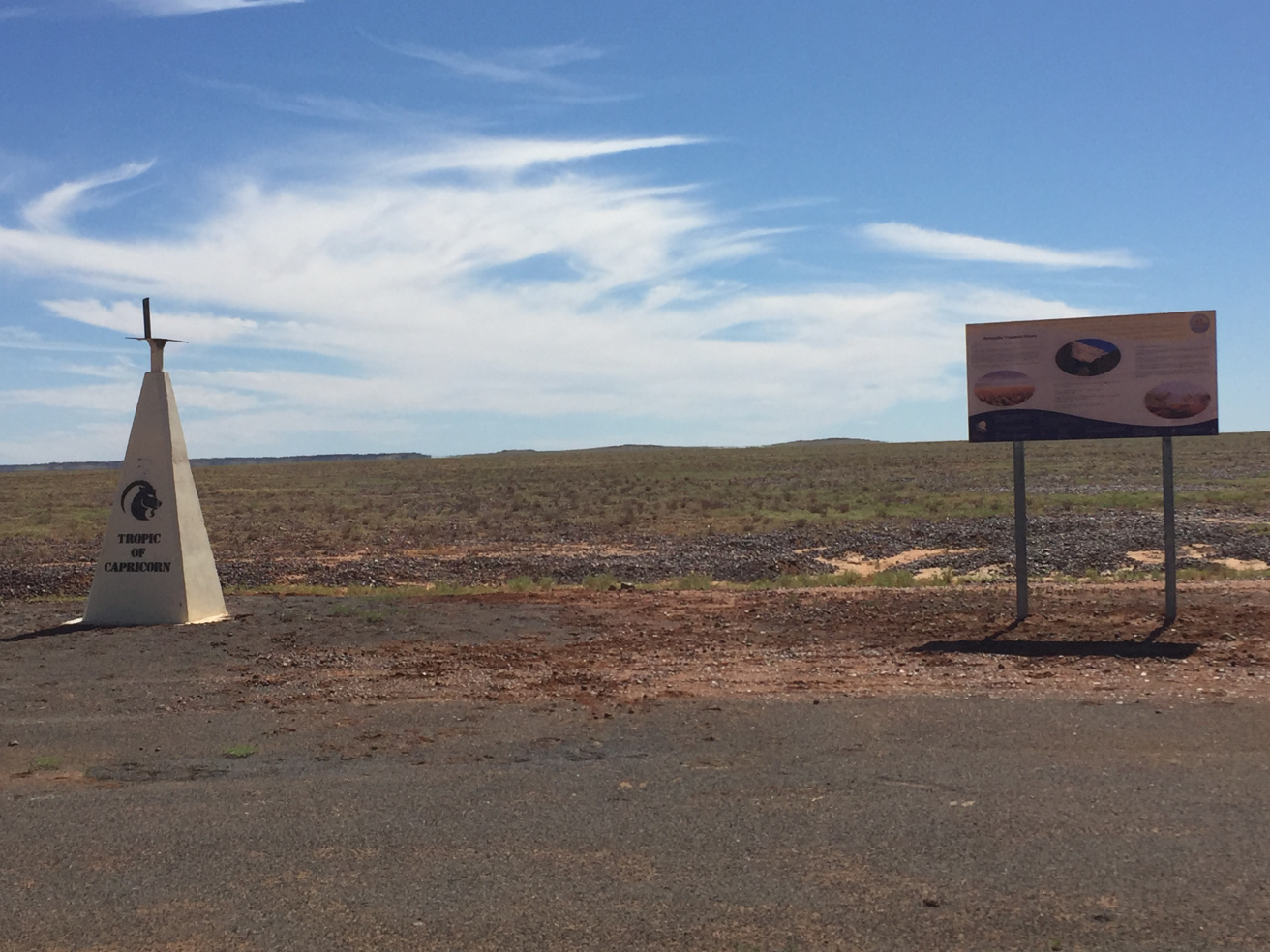
Trópico de Capricornio en la Diamantina Developmental Road, Amaroo, Queensland
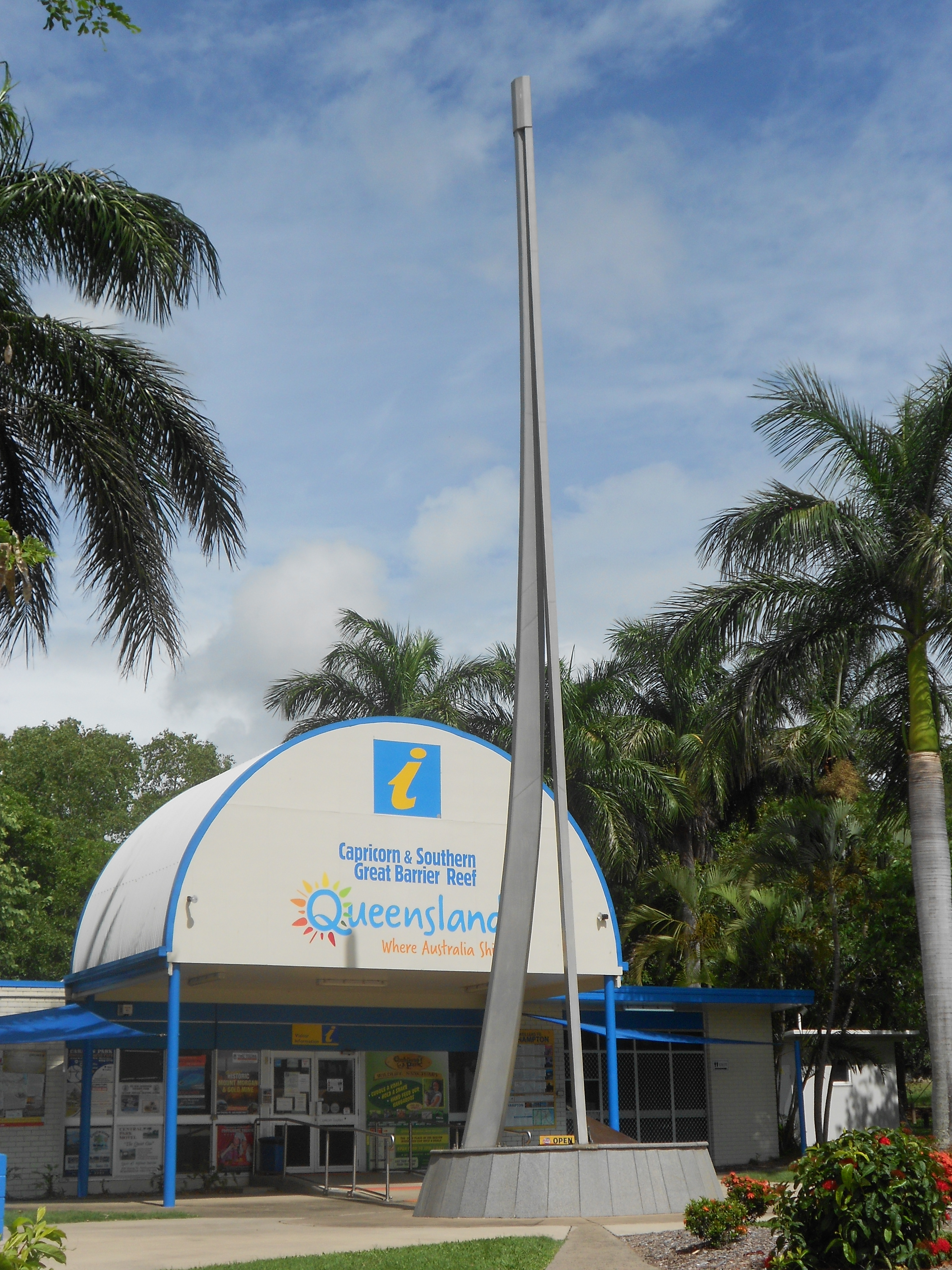
Aguja que marca el trópico de Capricornio en Rockhampton, Queensland

### América del Sur
En América del Sur, mientras que en el cratón continental los suelos son casi tan antiguos como en Australia y el sur de África, la presencia de los Andes, geológicamente jóvenes y en evolución, hace que esta región se encuentre en el lado occidental de los anticiclones subtropicales y, por tanto, reciba aire cálido y húmedo del océano Atlántico. Como resultado, las zonas de Brasil adyacentes al Trópico son regiones agrícolas impresionantemente productivas, que producen grandes cantidades de cultivos como la caña de azúcar, y la vegetación natural de la selva tropical ha sido eliminada casi en su totalidad, a excepción de unos pocos parches restantes de Bosque Atlántico. Más al sur; en Argentina, las praderas templadas de la región pampeana son igualmente influyentes en trigo, soja, maíz y carne de vacuno, lo que convierte al país en uno de los mayores exportadores agrícolas del mundo, de forma similar al papel que desempeña la región de las praderas en Canadá.
Al oeste de los Andes, que crea una sombra de lluvia, el aire se enfría y seca aún más por la fría corriente de Humboldt, lo que la hace muy árida, creando el desierto de Atacama, uno de los más secos del mundo, por lo que no existen glaciares entre el Volcán Sajama a 18˚30'S y el Cerro Tres Cruces a 27˚S. La vegetación aquí es casi inexistente, aunque en las laderas orientales de los Andes las precipitaciones son adecuadas para la agricultura de secano.

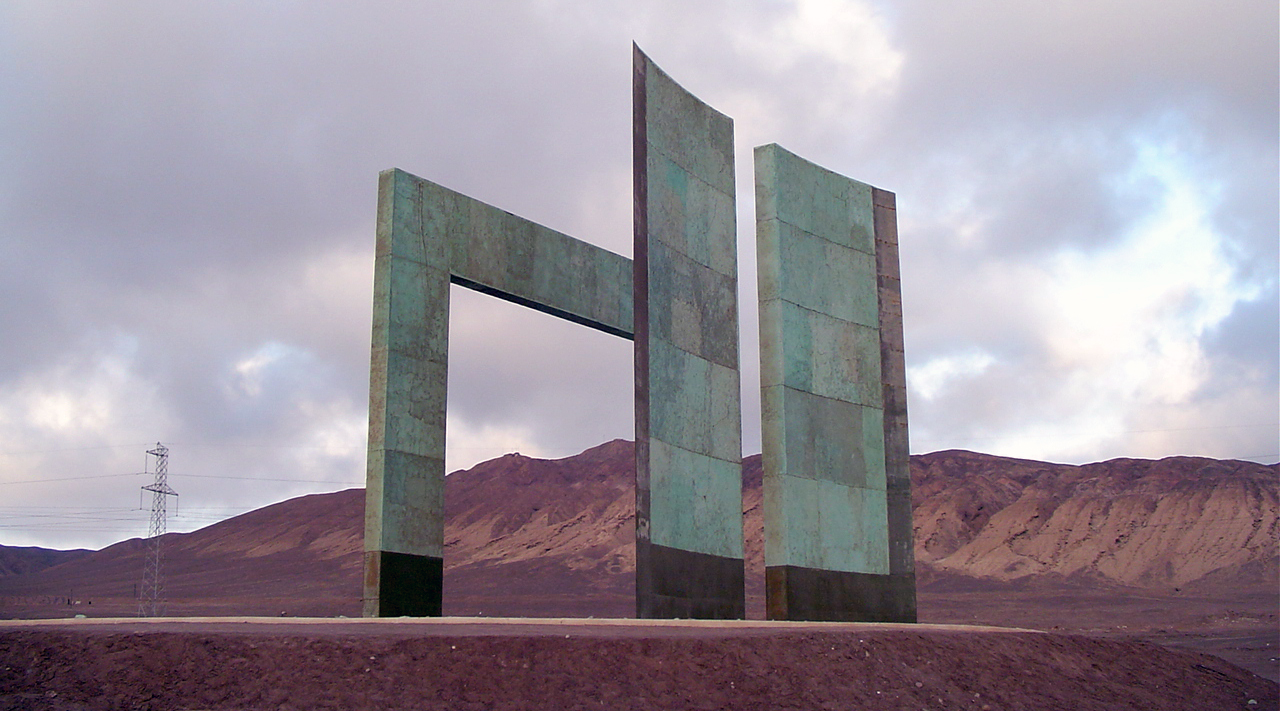
Monumento que marca el trópico de Capricornio al norte de Antofagasta, Chile
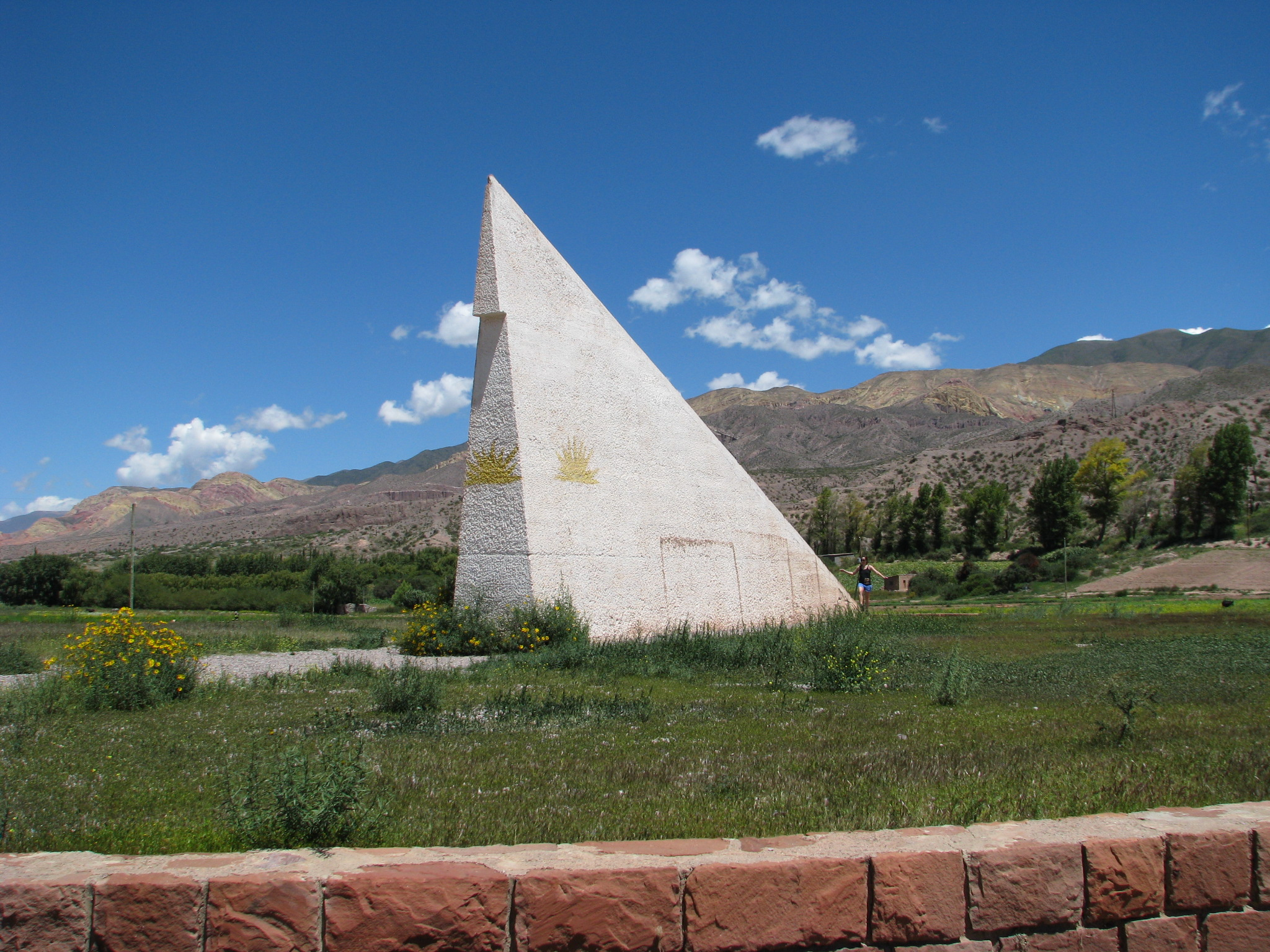
Reloj Solar del Trópico de Capricornio, Provincia de Jujuy, Argentina
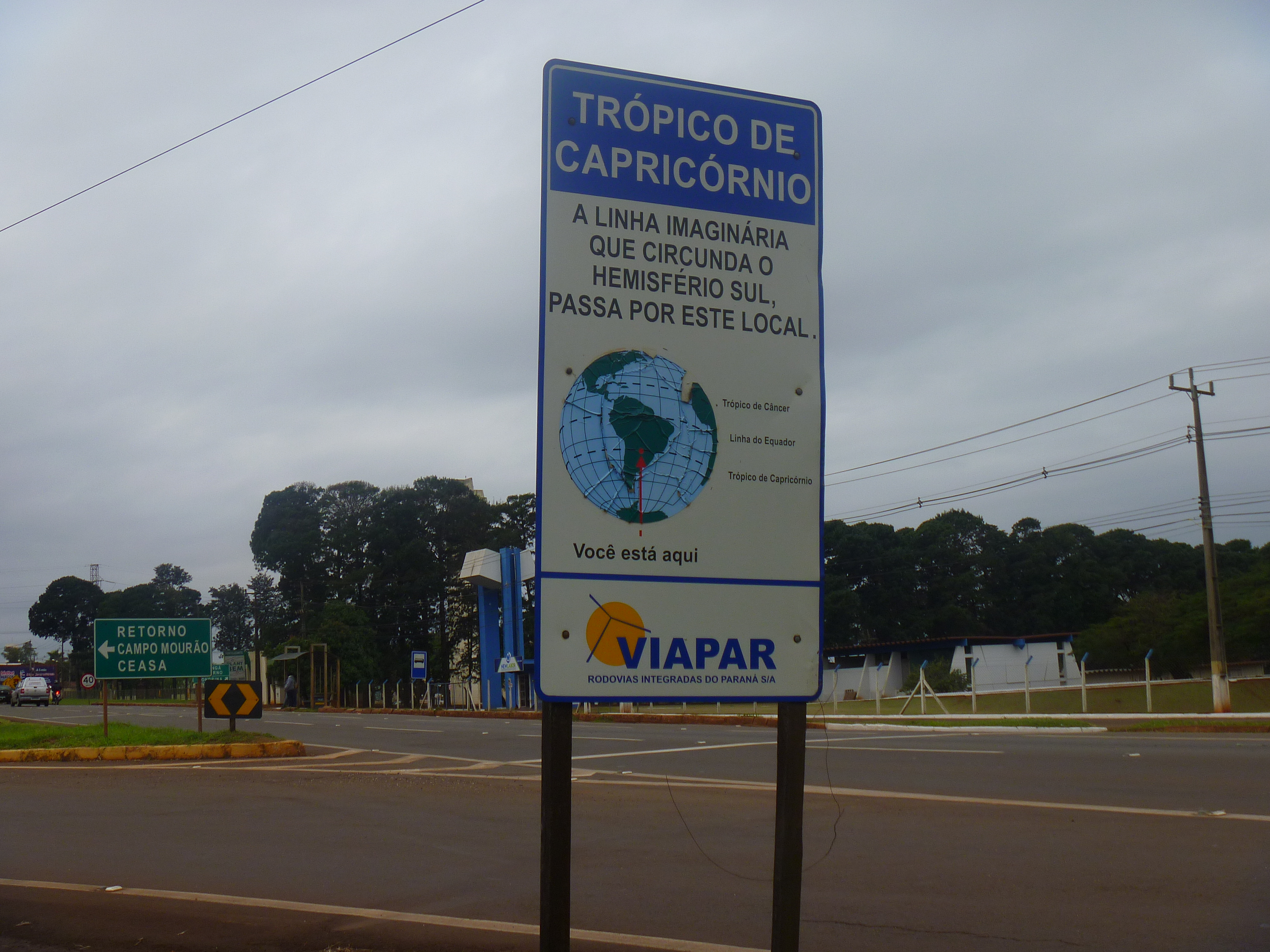
Señal que marca el trópico en Maringá, Brasil
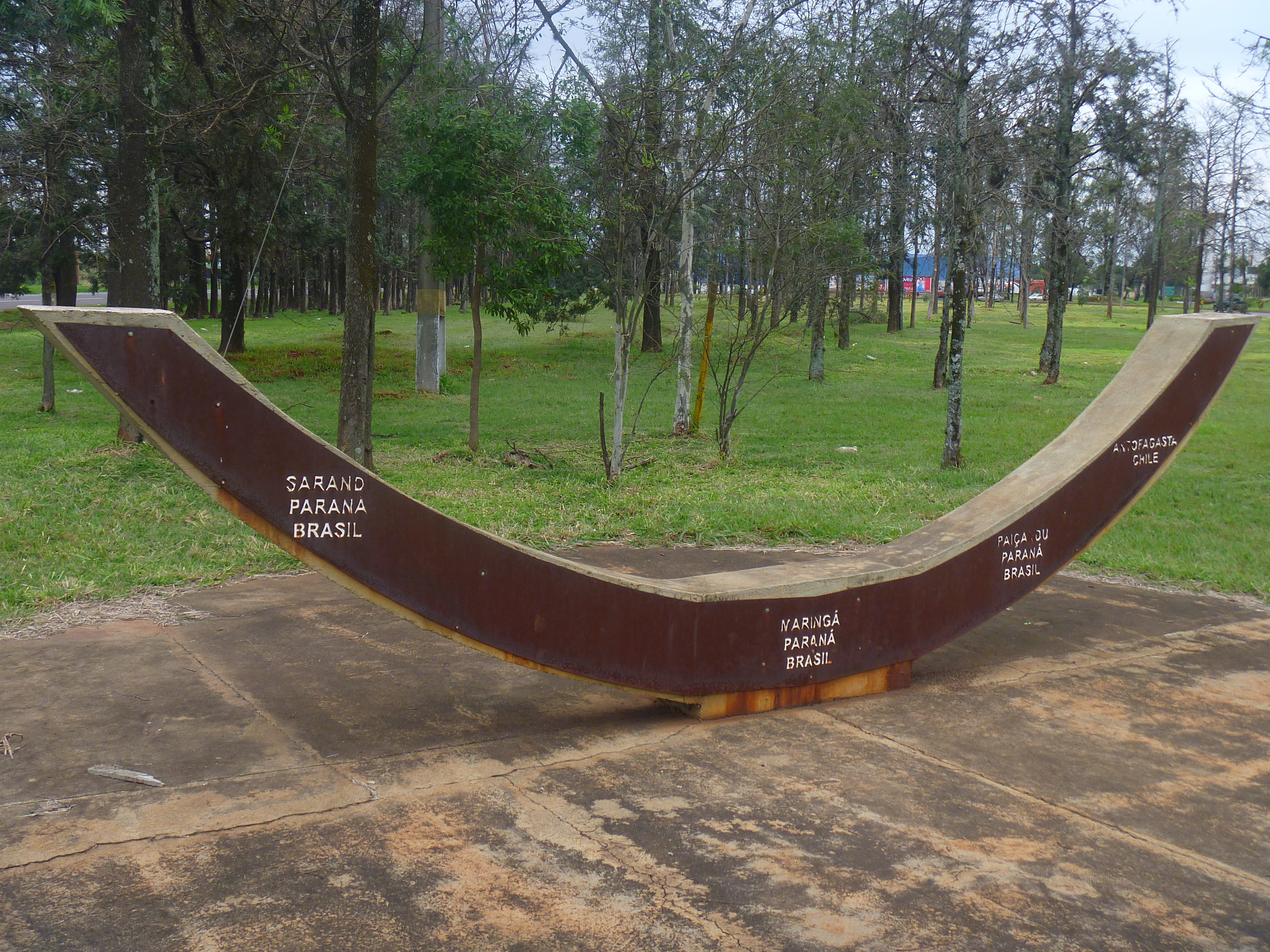
Señal que marca el trópico en Maringá, Paraná, Brasil

## Países que atraviesa
- Argentina
- Australia
- Botsuana
- Brasil
- Chile
- Madagascar
- Mozambique
- Namibia
- Paraguay
- Sudáfrica

## Países que se encuentran completamente al sur del Trópico de Capricornio
Como la mayor parte de la superficie terrestre se encuentra en el hemisferio norte, solo cuatro países están completamente al sur del Trópico de Capricornio (lo que contrasta con 73, aproximadamente un tercio del total actual, completamente al norte del Trópico de Cáncer). Estos países son:
- Lesoto
- Nueva Zelanda
- Suazilandia
- Uruguay

## Localidades y lugares de referencia situados sobre el  Trópico de Capricornio
Localidades y lugares de referencia situados sobre o cerca del  Trópico de Capricornio.
|  | Argentina - Cordillera de los Andes - El Gran Chaco - San Salvador de Jujuy Australia - Paraburdoo, Western Australia - Newman, Western Australia - Kumpupintil Lake, Australia Occidental - Desierto Gibson, Australia Occidental - Ikuntji, Northern Territory - Alice Springs, Northern Territory - Amaroo, Queensland - Longreach, Queensland - Gran Cordillera Divisoria, Queensland - Emerald, Queensland - Gracemere, Queensland - Rockhampton, Queensland - Cabo de Capricornio, Queensland Botsuana - Desierto de Kalahari - Reserva de caza Khutse - Kule - Mahalapye | Brasil - Amambai - Araçariguama - Itaquaquecetuba - Mogi das Cruzes - Maringá - Sorocaba - Santana de Parnaíba - Aeropuerto Internacional de São Paulo - São Paulo (Tremembé) - Guarulhos - Taguaí - Ubatuba Chile - Desierto de Atacama - Cordillera de los Andes - Antofagasta Madagascar - Toliara Mozambique - Inhambane - Morrumbene - Massinga | Namibia - Walvis Bay - Swakopmund - Desierto de Namibia Paraguay - Belén - Concepción Sudáfrica - Parque Nacional Kruger - Polokwane - Capricorn District Municipality |

## Galería

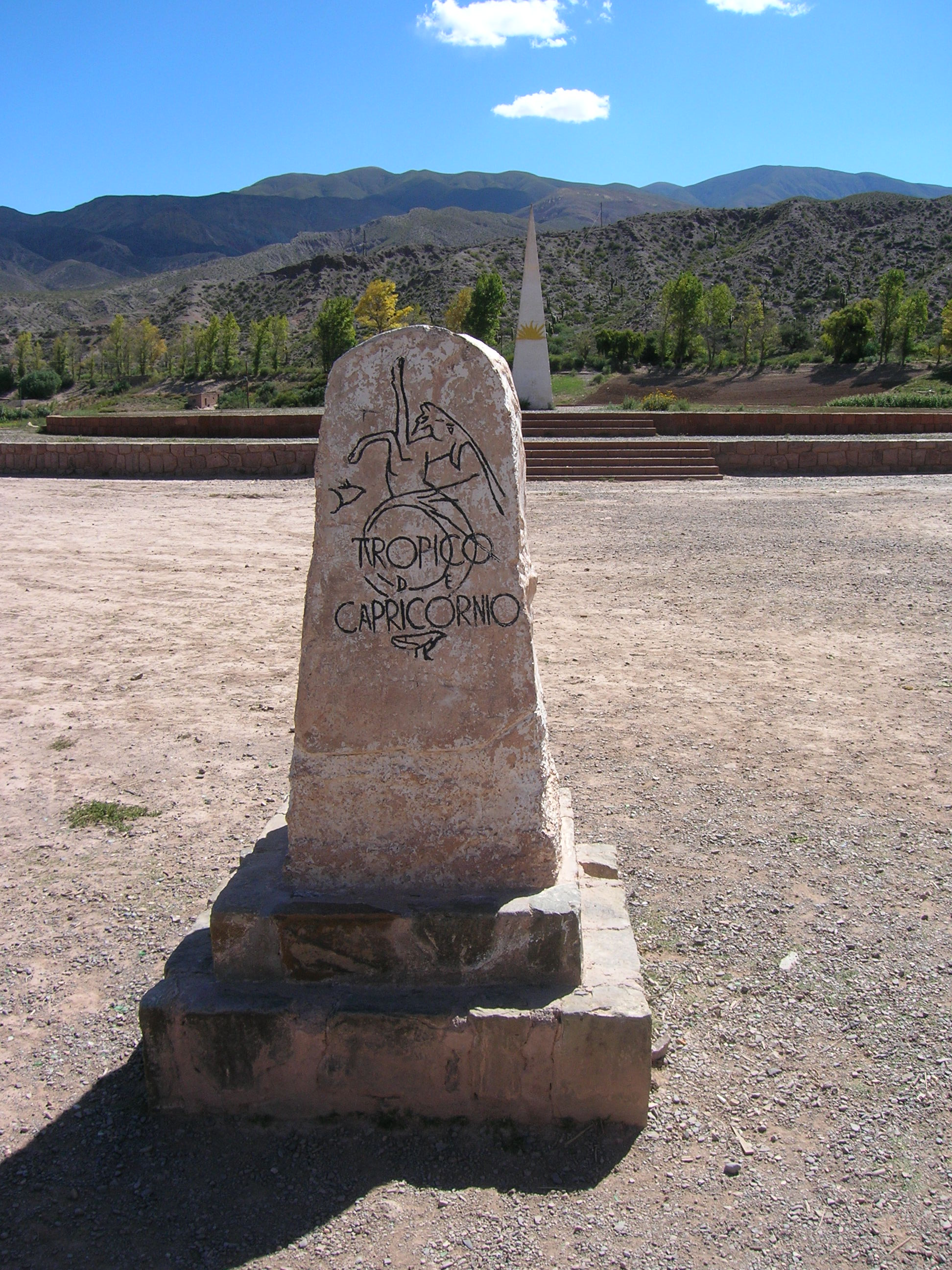
Monolito Trópico de Capricornio. Al fondo, reloj solar. Cerca de Huacalera, Jujuy, Argentina
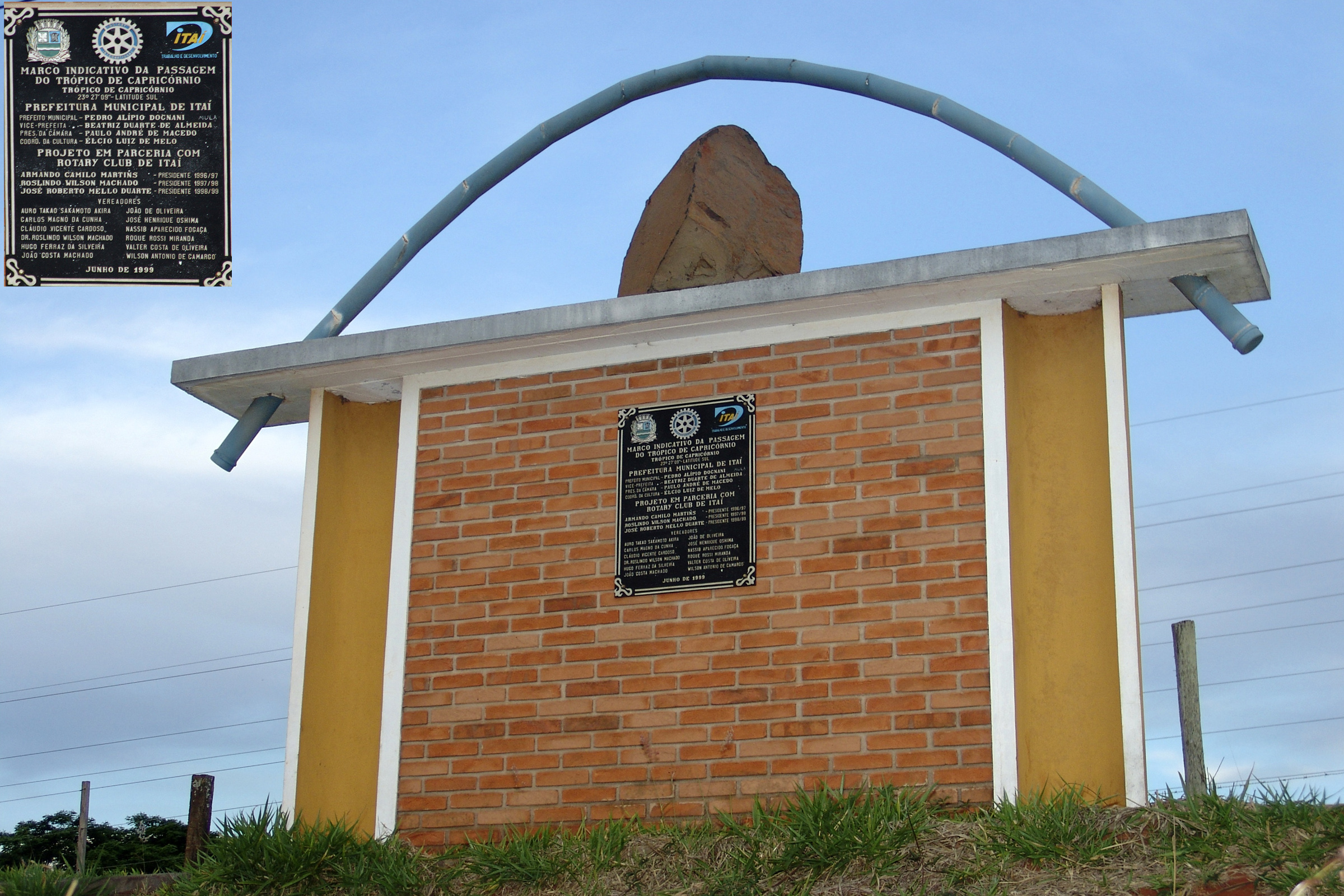
Marco del Trópico de Capricornio en Itaí, São Paulo, Brasil.
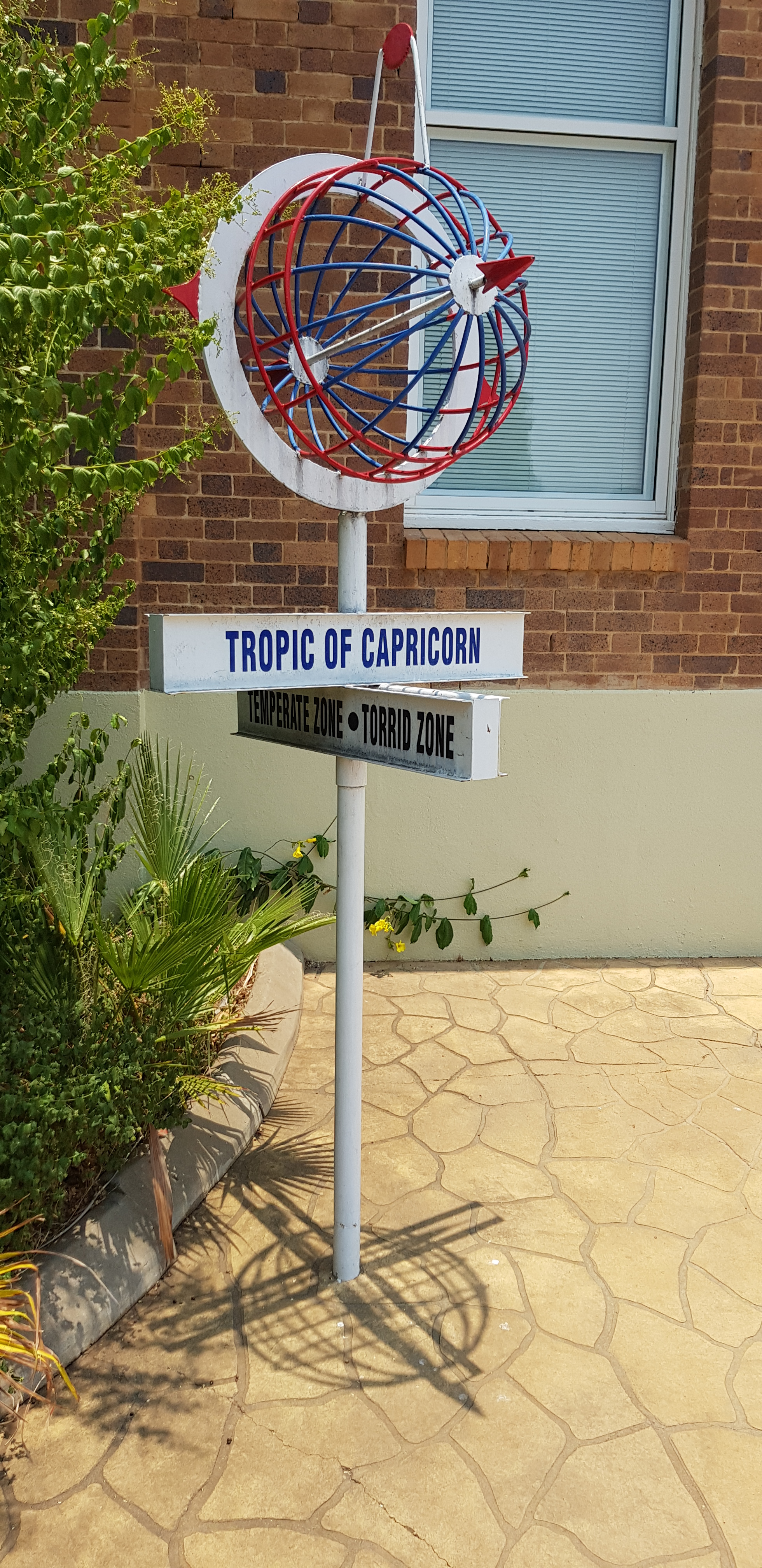
Longreach, Queensland, Australia